# Schema metrico
Lo schema metrico è la descrizione in forma schematica, mediante segni convenzionali, della struttura metrica di un componimento poetico, indicandone le strofe, il tipo di versi e la disposizione delle rime.
Per descrivere lo schema rimico (il susseguirsi delle rime) in un componimento si usano le lettere maiuscole in ordine alfabetico. Per indicare versi più brevi dell'endecasillabo generalmente si usano le lettere minuscole.
Quando una stanza è composta da endecasillabi piani si tende a scrivere soltanto lo schema delle rime.
Quando però il componimento è veramente molto complesso anche dal punto di vista dei versi è necessario indicare tutti gli aspetti metrici (numero di sillabe, tipo di accentazione, rime, numero di versi per strofa, se piani, tronchi, o sdruccioli).
Ci sono molti modi di riportare lo schema metrico; in genere, viene anteposto al componimento con una breve prefazione, nei casi più complessi viene indicato direttamente al alto dei versi.
Un esempio di "schema metrico" semplice:
Ottava toscana: Stanza composta da otto versi di endecasillabi piani.
Schema ABABABCC.l
| Verso                                         | Schema rimico |
| --------------------------------------------- | ------------- |
| Le donne, i cavallier, l'arme, gli amori,     | A             |
| Le cortesie, l'audaci imprese io canto,       | B             |
| Che furo al tempo che passaro i Mori          | A             |
| D'Africa il mare, e in Francia nocquer tanto, | B             |
| Seguendo l'ire e i giovenil furori            | A             |
| d'Agramante lor re, che si diè vanto          | B             |
| di vendicar la morte di Troiano               | C             |
| sopra re Carlo imperator romano.              | C             |

Un esempio di "schema metrico" dove i settenari sono indicati da lettere minuscole:
Schema metrico: xbBCcdD
| Verso                                    | Schema rimico |
| ---------------------------------------- | ------------- |
| Un'ape esser vorrei,                     | x             |
| donna bella e crudele,                   | b             |
| che sussurrando in voi suggesse il mele; | B             |
| e, non potendo il cor, potesse almeno    | C             |
| pungervi il bianco seno,                 | c             |
| e ‘n sì dolce ferita                     | d             |
| vendicata lasciar la propria vita.       | D             |

Quando lo schema è più complesso è necessario specificare tutte le caratteristiche metriche del componimento.               
Un esempio di schema metrico molto complesso è quello de La pioggia nel pineto di Gabriele D'Annunzio ad esempio (di  cui qui vediamo riprodotta soltanto una stanza).
Metrica: 4 strofe di 32 versi variamente composti e rimati, l'unico tratto fisso è la parola Ermione come ultimo verso di ogni strofa.
| Verso                         | Rima | Sillabe | Altre note |
| ----------------------------- | ---- | ------- | --- |
| Taci. Su le soglie            | a    | 6       | . |
| del bosco non odo             | b    | 6       | . |
| parole che dici               | c    | 6       | . |
| umane; ma odo                 | b    | 6       | Odo è rima univoca; cesura alla terza sillaba dopo umane (che fa rimalmezzo con lontane più avanti)               |
| parole più nuove              | d    | 6       | . |
| che parlano gocciole e foglie | e    | 9       | . |
| lontane.                      | f    | 3       | fa rimalmezzo con il v4                                                                                           |
| Ascolta. Piove                | d    | 5       | ancora cesura alla terza dopo Ascolta                                                                             |
| dalle nuvole sparse.          | g    | 7       | . |
| Piove su le tamerici          | c    | 8       | Piove (oltre ad essere rima interna è in posizione anaforica come vedremo in versi successivi (Piove... Piove...) |
| salmastre ed arse,            | g    | 5       | . |
| piove su i pini               | h    | 5       | . |
| scagliosi ed irti,            | i    | 5       | . |
| piove su i mirti              | i    | 5       | . |
| divini,                       | h    | 3       | . |
| su le ginestre fulgenti       | l    | 8       | . |
| di fiori accolti,             | m    | 5       | . |
| su i ginepri folti            | m    | 6       | . |
| di coccole aulenti,           | l    | 6       | . |
| piove su i nostri volti       | m    | 7       | . |
| silvani,                      | n    | 3       | . |
| piove su le nostre mani       | n    | 8       | . |
| ignude,                       | o    | 3       | . |
| su i nostri vestimenti        | l    | 7       | . |
| leggieri,                     | p    | 3       | . |
| su i freschi pensieri         | p    | 6       | . |
| che l'anima schiude           | o    | 6       | . |
| novella,                      | q    | 3       | . |
| su la favola bella            | q    | 7       | . |
| che ieri                      | p    | 3       | . |
| t'illuse, che oggi m'illude,  | o    | 9       | cesura dopo illuse                                                                                                |
| o Ermione.                    | r    | 3       | . |